# 대열차 강도 (1978년 영화)
《대열차 강도》(영어: The First Great Train Robbery)는 영국에서 제작된 마이클 크라이턴 감독의 1978년 하이스트 코미디 영화이다. 숀 코너리, 도널드 서덜랜드, 레슬리앤 다운 등이 출연하였고, 존 포먼 등이 제작에 참여하였다.
1855년 5월 15일에 일어난 실제 금괴 및 금화 강도 사건에 바탕하였다.
1980 에드거상 각본상 수상작이다.

## 출연진
- 숀 코너리
- 도널드 서덜랜드
- 레슬리앤 다운
- 앨런 웨브
- 맬컴 테리스
- 로버트 랭
- 마이클 엘픽
- 패멀라 세일럼
- 개브리엘 로이드

## 기타 제작진
- 미술: 모리스 카터

## 우리말 녹음
KBS 성우진 (1985년 9월 28일)